# Municipio de Short Creek (Ohio)
El municipio de Short Creek (en inglés: Short Creek Township) es un municipio ubicado en el condado de Harrison en el estado estadounidense de Ohio. En el año 2010 tenía una población de 1090 habitantes y una densidad poblacional de 13,74 personas por km².

## Geografía
El municipio de Short Creek se encuentra ubicado en las coordenadas 40°12′38″N 80°56′1″O / 40.21056, -80.93361. Según la Oficina del Censo de los Estados Unidos, el municipio tiene una superficie total de 79.32 km², de la cual 77,99 km² corresponden a tierra firme y (1,68 %) 1,34 km² es agua.

## Demografía
Según el censo de 2010, había 1090 personas residiendo en el municipio de Short Creek. La densidad de población era de 13,74 hab./km². De los 1090 habitantes, el municipio de Short Creek estaba compuesto por el 98,07 % blancos, el 0,83 % eran afroamericanos, el 0,09 % eran isleños del Pacífico y el 1,01 % eran de una mezcla de razas. Del total de la población el 0,46 % eran hispanos o latinos de cualquier raza.